# Symphodus tinca
El tordo o peto (Symphodus tinca) es una especie de pez de la familia de los lábridos y del orden de los perciformes. También se le conoce como señoría o botón.

## Morfología
Puede llegar a alcanzar un tamaño de 45 cm. Tiene el cuerpo alargado y fuerte, acabado en un hocico de labios grandes y carnosos.
Suele ser entre verdoso y marrón, a veces amarillento, con puntos azules y rojos, parcialmente ordenados en listas longitudinales.

## Hábitat
Vive en las praderas de algas de los fondos y en los fondos rocosos o arenosos de todo el Mediterráneo, siendo posible hallarlo desde la superficie hasta aguas profundas.

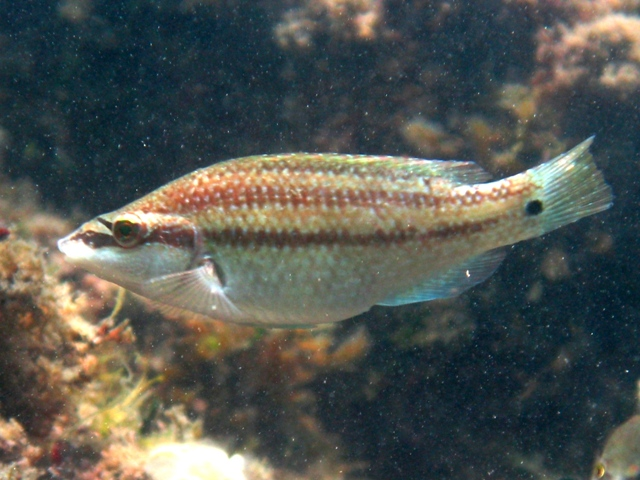
Tordo hembra.

## Reproducción
Son hermafroditas. Los ejemplares jóvenes son hembras y alcanzan su madurez sexual a los dos años. Algunas de estas hembras pasan a ser machos al cabo de un año.
Su reproducción tiene lugar entre mayo y junio. Las hembras y los machos en celo disponen de dos bandas longitudinales oscuras en los lados. Las hembras ponen los huevos en las rocas cubiertas de algas, que son vigiladas por los machos, aunque éstos no renuevan el agua ni construyen nido.